# Montjoi, Tarn-et-Garonne
Montjoi är en kommun i departementet Tarn-et-Garonne i regionen Occitanien i södra Frankrike. Kommunen ligger i kantonen Valence som tillhör arrondissementet Castelsarrasin. År 2022 hade Montjoi 171 invånare.

## Befolkningsutveckling
Antalet invånare i kommunen Montjoi
| Referens: INSEE |